# The Twin Dilemma
A The Twin Dilemma a Doctor Who sorozat 136. része, amit 1984. március 22–e és március 30-a között adtak négy epizódban.
Ez volt Colin Baker (A hatodik Doktor) első epizódja.

## Történet
A regenerációja után zavartan és ellenségesen viselkedő Doktor végül Perivel együtt a lakatlan Titan III aszteroidára megy, közel sem lakatlan és váratlan eseményekbe csöppennek. Kik a titokzatos lakók? Mi közük van a matematikai zseni ikerpár, Romulus és Remus Sylvest elrablásához? Kik az óriás gasztropodok, akik tojásaikat szerte-széjjel akarják szórni a galaxisban? Egy másik renegát Idő Lord felbukkanása.

## Epizódlista
| Epizódok sorszáma | Bemutató napja    | Hossza | Nézők száma (millió) |
| ----------------- | ----------------- | ------ | -------------------- |
| 1.                | 1984. március 22. | 24:42  | 7,6                  |
| 2.                | 1984. március 23. | 25:09  | 7,4                  |
| 3.                | 1984. március 29. | 24:27  | 7                    |
| 4.                | 1984. március 30. | 25:04  | 6,3                  |

## Könyvkiadás
A könyvváltozatát 1986. március 13-án adta ki a Target könyvkiadó. Írta Eric Saward.

## Otthoni kiadás
- VHS-en 1992 májusában adták ki.
- DVD-n 2009. szeptember 7-én adták ki.

### Fordítás
- Ez a szócikk részben vagy egészben  a   The_Twin_Dilemma című angol Wikipédia-szócikk fordításán alapul.  Az eredeti cikk szerkesztőit annak laptörténete sorolja fel. Ez a jelzés csupán a megfogalmazás eredetét és a szerzői jogokat jelzi, nem szolgál a cikkben szereplő információk forrásmegjelöléseként.